# Богданович, Ипполит Фёдорович
Ипполи́т Фёдорович Богдано́вич (23 декабря 1743  [3 января 1744], Переволочна, Полтавский полк — 18 января 1803, Курск) — русский поэт, переводчик, государственный служащий. В историю русской литературы вошёл главным образом как автор стихотворной повести (развлекательной поэмы) «Душенька» — вольного переложения повести Лафонтена «Любовь Психеи и Купидона».

## Биография
Ипполит Богданович родился 23 декабря 1743 (3 января 1744) года в местечке Переволочна, в семье бедного мелкопоместного дворянина. Получил домашнее образование. В 1754 приехал в Москву, был принят юнкером в Юстиц-коллегию и одновременно учеником математической школы при Сенатской конторе. В 1757 обратился к М. М. Хераскову с просьбой о приёме в театральную труппу при Московском университете. Херасков отказал Богдановичу в этой просьбе, но записал его в университетскую гимназию и поселил в своём доме. В 1761 Богданович был переведён в университет, где учился вместе с С. Г. Домашневым, Д. И. Фонвизиным, Я. И. Булгаковым. В том же году принят на службу в университет «к надзиранию за классами» (до мая 1763).
В 1762 году переведён в комиссию о строении триумфальных ворот, для которых сочинял надписи. В 1763 году прикомандирован в штат известного военного деятеля графа П. И. Панина.
В 1764 году Богданович начал службу в Иностранной коллегии и с 1766 по 1769 являлся секретарём русского посольства при Саксонском дворе.
Масон, в 1774 году обрядоначальник петербургской ложи «Девять муз».
В 1779 году был переведён «за ненадобностью» в департамент герольдии без жалования, в 1780 — в государственный архив.
С 1783 года Богданович — член Российской академии. С 1788 по 1795 год — председатель государственного архива. После увольнения со службы — оставил Петербург.
В 1795 году вышел в отставку. В 1798 переехал в Курск, где и провёл последние годы жизни.
Умер холостяком. Скончался 6 января 1803 года в Курске; похоронен на Херсонском кладбище города Курска. В 1834 году на его могиле был установлен памятник, изображавший Психею, в 1894 году возобновлён на средства жителей Курска, могила сохранилась.

## Творчество
Писать стихи начал в детстве и уже в 14 лет печатал их благодаря М. М. Хераскову и И. И. Мелиссино. В 1763 году он познакомился с графиней Екатериной Дашковой и принимал участие в журналах, выходивших при её участии, выступал как издатель журнала «Невинное упражнение» (1763).
Около 1775 года сочинил вольную повесть в стихах «Душенька», подражая Ж. Лафонтену, заимствовавшему свой сюжет из Апулея («Любовь Психеи и Купидона», 1669). «Душенька» была напечатана в первый раз в 1783 году в Петербурге, до 1841 года выдержала 15 изданий; последнее — в 1887 году А. С. Сувориным в «Дешёвой библиотеке». Сочинение это принесло Богдановичу известность и обратило на него внимание Екатерины II. По её поручению он написал для Эрмитажного театра «Радость Душеньки» (1786), «Славяне» (1787) — пьесы, не имевшие успеха.
С сентября 1775 года он издавал «С.-Петербургский вестник», а в 1775—1782 годах редактировал «Санкт-Петербургские ведомости». Кроме того, он написал:
- «Сугубое блаженство» (поэма СПб., 1765);
- «Добромысл», (др. повесть в стихах. М., 1805);
- «Блаженство народов» (поэма, М. 1810);
- «Берег» (СПб., 1812);
- «Русские пословицы» (3 ч. СПб., 1785; здесь народные пословицы переделаны в двустишия);
- «Лира, или собрание разных сочинений» (СПб., 1773).

Подобно многим своим современникам-поэтам, Богданович активно занимался переложением псалмов:
- «Ода из псалма 114»
- «Псалом 45»
- «Небеса поведают славу Божию (из псалма 18)»
- «Псалом 148»

и т. д.
Плодами его исторических занятий остались:
- «Историческое изображение России» (СПб., 1777)

и переводы:
- «Малая война, описанная майором в службе короля Прусского» (с фр., СПб., 1768);
- «Сокращение из проекта о вечном мире Руссо (из Сен-Пьера)» (СПб., 1771)
- «Вертота, история о бывших переменах в Римской республике» (с французского, 3 ч. СПб., 1771—75).

Богданович оставил автобиографию (напечатана в «Отечественных записках», 1853, № 4).
Собрание его сочинений вышло в Москве в 1809—1810 гг., 6 ч.; 2-е изд. — М. 1818—1819 г., 4 ч.; 3-е — Смирдинское, в 2 ч., в 1848 г. В советское время сборник поэтических произведений Богдановича вышел в 1957 г. в серии «Библиотека поэта».

### «Душенька»
Из всего написанного Ипполитом Фёдоровичем историко-литературное значение имеет только «Душенька». Она явилась довольно смелым диссонансом в поэзии XVIII века, занимавшейся производством торжественных и тяжеловесных од. Современники были поражены новизной её содержания и формы и произвели Богдановича в «гении». «Душенька» породила массу подражаний и переделок, как какое-нибудь «классическое» произведение.
Смерть Богдановича вызвала массу эпитафий, в которых Богданович превозносится именно за написание «Душеньки»:
Зачем нам надписьми могилу ту чернить
Где Душенька одна всё может заменить?
— говорится в одной из них.
Сегодня, спустя время, в «Душеньке» можно отметить лёгкость стиха и желание, насколько позволяет нравственная цензура, побеседовать о «клубничке», благодаря которой поэма главным образом и имела успех у современников.
По оценке А. С. Пушкина, «в „Душеньке“ Богдановича встречаются стихи и целые страницы, достойные Лафонтена».